# Абоисо
Абои́со (фр. Aboisso) — город в юго-восточной части Кот-д’Ивуара, на территории области Сюд-Комоэ. Административный центр департамента Абоисо.

## География
Город расположен примерно в 116 км к востоку от Абиджана, недалеко от границы с Ганой. Абсолютная высота — 73 метра над уровнем моря.

## Население
По данным на 2013 год численность населения составляет 46 157 человек.
Динамика численности населения города по годам:
| 1975   | 1988   | 2013   |
| ------ | ------ | ------ |
| 13 527 | 21 348 | 46 157 |

## Транспорт
Обслуживается аэропортом Абоисо.